# Rene Grousset
René Grousset (n. 5 septembrie 1885, Aubais, Languedoc-Roussillon, Franța – d. 12 septembrie 1952, Paris, Île-de-France, Franța) a fost un istoric francez, curator la muzeele pariziene Cernuschi și Guimet și membru al Academiei Franceze. A scris unele opere fundamentale asupra civilizațiilor asiatice și orientale, alături de două scrieri de valoare, ca Istoria cruciadelor (1934-1936) și Imperiul stepelor (1939), ambele considerate ca opere standard pe temele abordate.

## Biografie
R. Grousset a absolvit Universitatea din Montpellier, începând imediat după aceea a prestigioasă carieră. În 1925, a fost numit conservator la Muzeul Guimet din Paris și totodată secretar al revistei de specialitate Journal asiatique. Până în 1930 avea deja publicate cinci lucrări majore asupra civilizațiilor din Asia. În 1933 a devenit director la muzeul Cernuschi și curator al colecțiilor asiatice ale acestuia. A scris o lucrare majoră asupra pelerinului budist chinez Xuanzang.
Înainte de izbucnirea celui de al doilea război mondial, Grousset a publicat cele două opere majore, referitoare la istoria cruciadelor și la Imperiul stepelor. Demis de la muzeu de către regimul de la Vichy, Grousset a continuat să cerceteze în particular și să publice trei volume referitoare la China și la Mongolia.
După eliberarea Franței, și-a reluat funcțiile de curator la cele două muzee. În 1946, a devenit membru al Academiei Franceze. Între 1946 și 1949, a publicat încă 4 volume, axându-se pe Asia Mică și pe Orientul Apropiat.

## Opere
- Histoire de l’Asie, 3 volume, 1921-1922.
- Histoire de la philosophie orientale. Inde, Chine, Japon, 1923.
- Le Réveil de l’Asie. L’impérialisme britannique et la révolte des peuples, Paris, Plon, 1924.
- Histoire de l’Extrême-Orient, 1929.
- Sur les traces du Bouddha, 1929.
- Les Civilisations de l’Orient, 1929-1930.
- Philosophies indiennes, 1931.
- Histoire des croisades et du royaume franc de Jérusalem, 3 volume, 1934-1936.
- L’Empire des steppes, Attila, Gengis-Khan, Tamerlan, 1938.
- L’Épopée des Croisades, Paris, Plon, 1939.
- L’Empire mongol, E. de Boccard, 1941.
- Histoire de la Chine, 1942.
- Le Conquérant du monde, Vie de Gengis-Khan, 1944.
- Bilan de l’Histoire, 1946.
- Histoire de l’Arménie des origines à 1071, 1947.
- L’Empire du Levant, 1949.
- La Chine et son art, 1951.
- L'Homme et son histoire, Plon, 1954.